# František Rieger
František Rieger (13. prosince 1812 Sosnová – 29. ledna 1885 Krnov) byl varhanář a zakladatel společnosti na výrobu varhan Franz Rieger & Sons, Jägerndorf.

## Životopis
František Rieger se narodil v Sosnové u Krnova v rodině domkáře. Vyučil se varhanářem v Andělské Hoře. Další zkušenosti nabyl v Opavě a ve Vídni u varhanáře Josepha Seybertha. V roce 1844 koupil v Krnově dům a založil si malou varhanářskou dílnu v bývalé tkalcovské škole.František Rieger se oženil s Rosálií Schmidtovou, s nímž měl devět dětí. Byl přijat za krnovského měšťana. V roce 1843 František Rieger opravil své první varhany pro hřbitovní kostel v Krnově. Jeho společnost fungovala jako malá firma o pěti zaměstnancích do 1873, kdy předal firmu svým synům Ottovi Antonu Riegerovi (1847–1903) a Gustavovi Riegerovi (1848–1905). Do roku 1880 pracoval jako ve společnosti jako konzultant. V roce 1885 zemřel v místě svého bydliště a práce.

## Realizace varhan (výběr)
- 1843 Krnov, hřbitovní kostel, oprava
- 1844 Kružberk, oprava kostel Sv. Petra a Sv. Pavla[6]
- 1844 Wadovice, návrh
- 1844–1849 Horní Benešov, kostel svaté Kateřiny, oprava
- 1850 Hrozová, Kostel Archanděla Michaela
- 1851 Krnov, kostel svatého Ducha[7]
- 1854 Vrchy, kostel sv. Jiří
- 1855 Krnov - Cvilín, kostel Panny Marie Sedmibolestné a Povýšení svatého kříže[7]
- 1855 Nové Valteřice, kostel Nanebevzetí Panny Marie
- 1856 Holčovice, oprava
- 1859 Dětřichov nad Bystřicí, Kostel svatého Jiří, oprava
- 1861 Obec Lesy u Kružberka, kostel Všech svatých, zbořen 1982
- 1862 Rázová, Kostel svatého Archanděla Michaela
- 1864 Moravský Kočov, Kostel Archanděla Michaela
- 1865 Lomnice u Rýmařova, kostel svatého Jiří
- 1867 Stará Ves u Rýmařova, kostel Povýšení svatého kříže
- 1868 Hrabová
- 1870 Liptaň, Kostel Nanebevzetí Panny Marie
- 1870 Olešnice v Orlických horách, kostel Svaté Maří Magdalény, vyrobeny v roce 1869, cena 700 zlatých[8]
- 1872 Zátor, Kostel Nejsvětější Trojice oprava, později jeho synové dodali nové
- 1872 Rýžoviště, Kostel svatého Jana Křtitele

Během svého života postavil a opravil 30–50 varhan. Své varhany označoval jako opusy a dával jim pořadová čísla.